# Brick Lane
Brick Lane er en gade beliggende i Østlondon (E1) med undergrundsstationerne Liverpool Street (Circle, central, Hammersmith and City og Metropolitan line), Aldgate East (District og Hammersmith and City line) og Shoreditch (East London line) i gå-afstand. 
Området er kendt for sine mange indiske restauranter, og den store gruppe immigranter fra Bangladesh har givet tilnavnet "Banglatown" til området, hvor gadeskilte og information foregår på to sprog. Derudover ligger Great London Mosque i gåafstand af (Whitechapel).
Gaden har tidligere været tilholdssted for et teglværk (deraf navnet) og senere et jødisk kvarter. Der ses stadig mange synagoger i området i dag, og den jødisk bagerbutik (beliggende i den nordlige ende), der har døgnåbent, er et besøg værd. 
Jack the Ripper fandt alle sine ofre her, og i dag findes hans gamle stampub stadig, dog under navnet "Ten Bells". (I dag er det en pub for den modebevidste ungdom).
I dag er kvarteret udpræget muslimsk med moskeer og de meget berømte curryrestauranter dominerende i gadebillede. 
I 90'erne skete der en ændring i kvarteret, og mange trendy barer og butikker blomsterede frem fra Hanbury Street (midten) og nedefter. Bl.a kan 93 Feet East og Vibe Bar nævnes, men også opkommende designere, vintage tøj og kunst er at finde på Brick Lane. I weekenderne især er der masser af markeder på og omkring Brick Lane, her kan Petticoat Lane, Brick Lane, SundayUP market og Spitalfields market nævnes.